# Liste der denkmalgeschützten Objekte in Eckartsau
Die Liste der denkmalgeschützten Objekte in Eckartsau enthält die 12 denkmalgeschützten, unbeweglichen Objekte der niederösterreichischen Marktgemeinde Eckartsau im Bezirk Gänserndorf.

## Denkmäler
| Foto |                 | Denkmal                                                                                                 | Standort                                                          | Beschreibung | Metadaten |
| ---- | --------------- | --- | ----------------------------------------------------------------- | --- | --- |
| ja   | Datei hochladen | Schloss Eckartsau HERIS-ID: 10311 Objekt-ID: 6365                                                       | Schloß 1 Standort KG: Eckartsau                                   | Das Schloss Eckartsau ist eine ehemalige Burg, die unter Erzherzog Franz Ferdinand im 19. Jahrhundert zu einem Jagdschloss umgebaut wurde. | BDA-Hist.: Q506199 Status: Bescheid Stand der BDA-Liste: 2025-06-30 Name: Schloss Eckartsau GstNr.: 14 Schloss Eckartsau                                    |
| ja   | Datei hochladen | Kath. Pfarrkirche hl. Leonhard HERIS-ID: 10310 Objekt-ID: 6364                                          | südlich Schloßgasse 11 Standort KG: Eckartsau                     | Die südlich des Ortes gelegene Pfarrkirche hl. Leonhard wurde 1703 unter Beibehaltung des Grundrisses und des im Kern wohl aus dem 14. Jahrhundert stammenden gotischen Chores barockisiert. Das breite Langhaus wird durch ein mächtiges Satteldach gedeckt. Die Fassade ist durch kräftige neuere Strebepfeiler und Rundbogenfenster schlicht gegliedert. Der stark eingezogene Chor hat hohe Rundbogenfenster, niedrige Strebepfeiler und außen einen Fünfachtelschluss. Über dem ersten Chorjoch erhebt sich der gedrungene, im Kern mittelalterliche Turm mit vier Geschoßen, Putzbandgliederung, Rundfenstern und kleinen Rundbogenfenstern in zwei Geschoßen. Unter dem Zwiebelhelm sind große rundbogige Schallfenster zu sehen. Im Süden ist eine zweigeschoßige barocke Sakristei angebaut. | BDA-Hist.: Q38063742 Status: § 2a Stand der BDA-Liste: 2025-06-30 Name: Kath. Pfarrkirche hl. Leonhard GstNr.: 1 Pfarrkirche Eckartsau                      |
| ja   | Datei hochladen | Pranger, Steinpfeiler HERIS-ID: 10312 Objekt-ID: 6366                                                   | gegenüber Marktplatz 4, auf der Grünfläche Standort KG: Eckartsau | Ein Steinpfeiler mit Metallspitze steht in der Ortsmitte von Eckartsau. Er wird auf die erste Hälfte des 18. Jahrhunderts datiert. | BDA-Hist.: Q38063811 Status: § 2a Stand der BDA-Liste: 2025-06-30 Name: Pranger, Steinpfeiler GstNr.: 429/1                                                 |
| ja   | Datei hochladen | Flur-/Wegkapelle HERIS-ID: 10712 Objekt-ID: 6773                                                        | bei Kopfstetter Straße 3 Standort KG: Eckartsau                   | Im Osten des Ortes befindet sich eine schlichte Wegkapelle mit barockem Giebel aus dem 18. Jahrhundert. | BDA-Hist.: Q38077184 Status: § 2a Stand der BDA-Liste: 2025-06-30 Name: Flur-/Wegkapelle GstNr.: 455/1                                                      |
| ja   | Datei hochladen | Figurenbildstock hl. Johannes Nepomuk auf der Schlossbrücke HERIS-ID: 10313 Objekt-ID: 6367             | Standort KG: Eckartsau                                            | Die barocke Steinfigur des Johannes Nepomuk bei der Schlossbrücke stammt aus dem 18. Jahrhundert. | BDA-Hist.: Q38063825 Status: Bescheid Stand der BDA-Liste: 2025-06-30 Name: Figurenbildstock hl. Johannes Nepomuk auf der Schlossbrücke GstNr.: 22/1        |
| ja   | Datei hochladen | Kath. Pfarrkirche hl. Bartholomäus, ehem. Wallfahrtskirche Maria Schutz HERIS-ID: 10314 Objekt-ID: 6368 | Kopfstetten 42, östlich Standort KG: Kopfstetten                  | Die im Südosten von Kopfstetten am Kalvarienberg gelegene ehemalige Wallfahrtskirche Maria Schutz und heutige Filialkirche hl. Bartholomäus wurde 1769 auf den Resten eines Vorgängerbaus errichtet. Die kleine Barockkirche hat einen dreigeschoßigen Westturm und einen eingezogenen, rechteckigen Chor. Die Fassade ist durch Pilaster und Rundbogenfenster gegliedert. Der Bau ist durch ein mit 1769 bezeichnetes, barockes Rechteckportal zugänglich. An den Chor schließt eine neuere Sakristei an. | BDA-Hist.: Q38063857 Status: § 2a Stand der BDA-Liste: 2025-06-30 Name: Kath. Pfarrkirche hl. Bartholomäus, ehem. Wallfahrtskirche Maria Schutz GstNr.: 180 |
| ja   | Datei hochladen | Kalvarienberg, ehem. Hausberg HERIS-ID: 10315 Objekt-ID: 6369                                           | Kopfstetten 42, östlich Standort KG: Kopfstetten                  | Der Kalvarienberg ist ein von Wällen umgebener steiler Erdkegel aus dem Mittelalter. | BDA-Hist.: Q38063884 Status: § 2a Stand der BDA-Liste: 2025-06-30 Name: Kalvarienberg, ehem. Hausberg GstNr.: 180                                           |
| ja   | Datei hochladen | Kath. Filialkirche Zur Kreuzerhöhung HERIS-ID: 10316 Objekt-ID: 6370                                    | bei Pframa 38 Standort KG: Pframa                                 | Die von einem Friedhof umgebene Filialkirche Zur Kreuzerhöhung am östlichen Ende des Angers von Pframa ist eine schlichte barocke Dorfkirche von 1722. Dem kurzen Langhaus ist ein spitzhelmbekrönter Turm vorgestellt. Sie hat Segmentbogenfenster und einen eingezogenen Chor. Langhaus und Chor haben innen Tonnengewölbe und einen geraden Schluss. Zur Ausstattung zählt ein barockes Kruzifix aus der Mitte des 18. Jahrhunderts. | BDA-Hist.: Q38063916 Status: § 2a Stand der BDA-Liste: 2025-06-30 Name: Kath. Filialkirche Zur Kreuzerhöhung GstNr.: 70/1 Filialkirche (Pframa)             |
| ja   | Datei hochladen | Nepomukkapelle HERIS-ID: 10714 Objekt-ID: 6776                                                          | bei Pframa 93 Standort KG: Pframa                                 | Am westlichen Ortsausgang von Pframa steht eine kleine Kapelle mit einer Figur des heiligen Johannes Nepomuk. | BDA-Hist.: Q38077260 Status: § 2a Stand der BDA-Liste: 2025-06-30 Name: Nepomukkapelle GstNr.: 143/4 Nepomukkapelle (Pframa)                                |
| ja   | Datei hochladen | Kath. Filialkirche Hl. Dreifaltigkeit HERIS-ID: 10317 Objekt-ID: 6371                                   | nördlich Wagram an der Donau 20 Standort KG: Wagram an der Donau  | Die von einem Friedhof umgebene Filialkirche Zur hl. Dreifaltigkeit am östlichen Ortsausgang von Wagram ist eine kleine spätbarocke Dorfkirche aus der zweiten Hälfte des 18. Jahrhunderts. Das Langhaus ist durch Lisenen und kleine Segmentbogenfenster gegliedert. Der abgesetzte Chor ist etwas schmäler. Der vorgestellte, gedrungene Turm wird von einem Spitzhelm bekrönt. Im Norden schließt die Sakristei an. Das dreijochige Langhaus hat innen Platzlgewölbe zwischen Gurten auf flachen Wandvorlagen und einen schmalen Triumphbogen. Der Chor verfügt über ein Kreuzgratgewölbe mit flachen Wandvorlagen. Auch die Sakristei ist kreuzgratgewölbt. Zur Ausstattung zählen ein Kreuzigungsbild aus der zweiten Hälfte des 19. Jahrhunderts, eine Orgelempore aus dem späten 18. Jahrhundert sowie Glasmalereien des frühen 20. Jahrhunderts. Die Glocke wurde 1686 von Johann Kippo gegossen. | BDA-Hist.: Q38063948 Status: § 2a Stand der BDA-Liste: 2025-06-30 Name: Kath. Filialkirche Hl. Dreifaltigkeit GstNr.: 1                                     |
| ja   | Datei hochladen | Kath. Pfarrkirche hl. Martin HERIS-ID: 10800 Objekt-ID: 6863                                            | südwestlich Witzelsdorf 80 Standort KG: Witzelsdorf               | Die von einem Kirchhof umgebene Pfarrkirche hl. Martin, auf leicht erhöhtem Gelände am nördlichen Ende von Witzelsdorf gelegen, ist eine bemerkenswerte spätromanische/frühgotische Wehrkirche. Das romanische Langhaus, erbaut in der Mitte des 13. Jahrhunderts, ist barock erhöht und wird durch ein mächtiges Satteldach gedeckt. Über dem eingezogenen, romanischen Rechteckchor erhebt sich ein mächtiger romanischer Turm mit neueren Schallfenstern und einem vierseitigen Pyramidenhelm. | BDA-Hist.: Q38080627 Status: § 2a Stand der BDA-Liste: 2025-06-30 Name: Kath. Pfarrkirche hl. Martin GstNr.: 1 Pfarrkirche Witzelsdorf                      |
| ja   | Datei hochladen | Kirchhof/Wehranlage HERIS-ID: 10801 Objekt-ID: 6864                                                     | bei Witzelsdorf 80 Standort KG: Witzelsdorf                       | Die Kirchhofmauer mit gebogenem Südabschnitt wurde 1444 erstmals urkundlich erwähnt. | BDA-Hist.: Q38080637 Status: § 2a Stand der BDA-Liste: 2025-06-30 Name: Kirchhof/Wehranlage GstNr.: 2/1                                                     |